# HD 196947
HD 196947，又名CD-2615192，SAO 189575、HR 7910，是一颗恒星，视星等为6.28，位于銀經18.79，銀緯-34.69，其B1900.0坐标为赤經20h 35m 26.1s，赤緯-26° -34.69′ 15″。